# Enon (musikgrupp)
Enon är ett alternativt indierockband från New York som startades av John Schmersal, Rick Lee och Steve Calhoon. 

## Medlemmar
- John Schmersal - bas (2008-2011)
- Toko Yasuda (ex-Blonde Redhead) - bas, sång, keyboard (1999-2011)
- Matt Schultz - trummor (1999-2008)
- Steve Calhoon - trummor, slagverk (1999-?)
- Rick Lee - slagverk (1999-?)

## Diskografi
Studioalbum
- 1998 - Long Play (självutgiven CDr)
- 1999 - Believo!
- 2001 - On Hold
- 2002 - High Society
- 2003 - Hocus Pocus
- 2007 - Grass Geysers...Carbon Clouds

Samlingsalbum
- 2005 - Lost Marbles and Exploded Evidence (med DVD)

Singlar/EP
- 1998 - "Fly South" / "The List Of Short Demands" (7" vinyl singel)
- 1999 - "Motor Cross" / "Burning The Bread" (7" vinyl singel)
- 2001 - "Listen (While You Talk)" / "By-ways And Oddities" (7" vinyl singel)
- 2001 - "Marbles Explode" / "Raisin Heart" (7" vinyl singel)
- 2001 - "The Nightmare Of Atomic Men" / "Pollen Lane" (7" vinyl singel)
- 2002 - Enon (7" vinyl EP)
- 2002 - "Drowning Appointments" / "Perfect Drafts"
- 2003 - In This City (12" EP, CD)
- 2003 - "Evidence" / "Grain Of Assault" (7" vinyl singel)
- 2003 - "Because Of You" / "2000 Light Years" (7" vinyl singel delad med Blood Thirsty Lovers)
- 2003 - "Starcastic" / "Birdnest" (7" vinyl singel, CD)
- 2007 - "Little Ghost" / "Swab The Deck" (7" vinyl singel)
- 2007 - "Mr. Ratatatatat" (CDr single, promo)
- 2008 - "Annashade" (digital nerladdning)

## Video
- Come Into (2001)
- Cruel (2001)
- Window Display (2002)
- Carbonation (2002)
- Pleasure and Privilege (2002)
- In This City (2003)
- Murder Sounds (2004)
- Daughter in the House of Fools (2004)
- Mikazuki (2004)